# Rome: Total War: Barbarian Invasion
Rome: Total War: Barbarian Invasion (tạm dịch: Rome: Chiến tranh tổng lực – Man tộc xâm lược) là bản mở rộng đầu tiên của trò chơi máy tính thể loại chiến lược theo lượt và chiến thuật thời gian thực Rome: Total War do hãng The Creative Assembly phát triển và Sega phát hành vào năm 2005.
Phần chơi chiến dịch của bản mở rộng này bắt đầu vào năm 363 sau Công nguyên và kết thúc vào năm 476. Nếu như người chơi không thể đạt được những mục tiêu mà phần chơi chiến dịch đề ra, một bảng lựa chọn sẽ xuất hiện hoặc từ bỏ hoặc tiếp tục chơi. Trong thời kỳ này có ba tôn giáo lớn là Thiên Chúa giáo (Christianity), Hỏa giáo (Zoroastrianism) và Dị giáo (Paganism) luôn luôn xung đột với nhau để giành quyền thống trị. Bên cạnh đó Barbarian Invasion cũng đã khái quát một cách chi tiếp các cuộc di cư của người Đức cũng như của các bộ lạc du mục trên khắp châu Âu. Tuy nhiên, không giống như Rome: Total War, người chơi có thể chơi được tất cả các phe phái vào lúc khởi đầu game, trong khi ở Rome: Total War, chỉ được chọn ba phe phái và để chơi được các phe khác phải mở khóa bằng cách tiêu diệt chúng hoặc giành chiến thắng trong phần chơi chiến dịch.

## Cách chơi
Barbarian Invasion lấy thời điểm 350 năm sau các sự kiện diễn ra trong phiên bản gốc. Về cơ bản đã có sự thay đổi rất nhiều ở các phe tham chiến cũng như các vùng đất. Mặc dù Viện nguyên lão La Mã vẫn còn tồn tại song đã không còn quyền lực như trước. Rome đã trở thành một đế chế rộng lớn và thịnh vượng trải dài từ thành Rome (dù theo lịch sử thì hoàng triều của đế quốc vẫn đóng ở Ravenna vào thời điểm đó) đến Constantinopolis (thủ đô Istanbul của Thổ Nhĩ Kỳ ngày nay). Các quốc gia đã xuất hiện trong bản gốc Rome: Total War là Ai Cập, Macedonia, Pontus, Hy Lạp, Carthage, Gaul, Iberia, Anh Quốc và Numidia đều đã sáp nhập vào Đế chế La Mã. Lúc này các bộ tộc man rợ (Barbarian) như Hung hay German đã thống nhất lại với nhau và trở thành những thế lực hùng cường đe dọa cả châu Âu.
Trong bản mở rộng này xuất hiện một yếu tố mới gọi là Horde (du mục), đây là đặc quyền mà chỉ có các bộ tộc man rợ mới có. Đặc điểm của Horde đó là khi một phe nào đó mất đi vùng đất cuối cùng của mình (như Hung hay Vandal, khi bắt đầu sẽ không có vùng đất nào), thay vì bị tiêu diệt phe đó sẽ trở thành Horde và du mục nay đây mai đó. Horde là những đội quân rất lớn, tương tự như một quốc gia độc lập nhưng không có thủ phủ của mình. Khi một đội quân Horde chiếm được một thành phố sẽ có sự lựa chọn: một là phá hủy thành phố đó để thu về một khoản tiền lớn, hai là định cư ngay tại thành phố đó và chọn nó làm thủ đô của mình sau đó có thể chinh phục các vùng đất khác. Tuy nhiên khi chọn định cư, một phần của đội quân Horde sẽ được chuyển thành dân chúng.
Các đội quân du mục này sẽ không bị tiêu diệt trừ phi bị đánh bại trên chiến trường hay tất cả các vị tướng đều chết. Với việc đưa yếu tố Horde vào bản mở rộng này, nhà phát triển muốn tái hiện lại những cuộc di dư lớn và sự xuất hiện của các bộ tộc man rợ lúc bấy giờ gồm Hung, Goth, Vandal, Frank, Burgundy, Lombard, Alemanni, Sarmatia, Ostrogoth, Roxolani, Celt, Slav và Berber. Điều kiện chiến thắng khác nhau trong game còn tùy thuộc vào từng phe. Hầu như bất kỳ phe nào trong game cũng có sự nổi bật được ngay so với bản gốc. Barbarian Invasion có độ thử thách hơn hẳn, vì mỗi phe đều khởi đầu với những bất lợi riêng và AI trong phần này cũng khó hơn. Ví dụ, người chơi chọn bất kỳ bộ tộc man rợ nào đó như Saxon hay Frank thì khi khởi đầu chỉ với một nhúm đất và bị bao vây bởi hàng đống những kẻ hàng xóm đầy thù địch. Ngược lại, mọi việc cũng chẳng dễ dàng hơn chút nào với hai phe La Mã. Tây La Mã có lãnh thổ quá rộng lớn, một đế chế tàn tạ bị tấn công tứ phía với số quân quá ít ỏi đủ để tự vệ. Về phía Đông La Mã, khởi đầu có khá hơn đôi chút, nhưng cũng cần huy động mọi nguồn lực có thể để chống đỡ những cuộc tấn công từ những kẻ thù hùng mạnh như Sassanid và lũ rợ Hun.
Người chơi cũng có thể được và mất một thành phố vì nổi loạn. Nếu tâm trạng dân cư xấu sẽ ảnh hưởng đến quyết định đổi phe hoặc đơn giản là nổi loạn. Người chơi có thể ổn định dân chúng bằng các công trình gia tăng phúc lợi xã hội hay chỉnh mức thuế thấp, nhưng một trong những điểm đặc biệt của phiên bản này là đối phó với vấn đề tôn giáo, vốn là một yếu tố dường như bị bỏ quên trong bản gốc. Đây cũng là thời kỳ mà Thiên Chúa giáo, Hỏa giáo và Dị giáo ganh đua nhau quyết liệt. Tôn giáo trở thành một công cụ giúp người chơi có thể giữ cho dân chúng hạnh phúc bằng cách xây dựng các đền thờ theo tôn giáo của họ. Nhưng đồng thời nó cũng có thể là con dao hai lưỡi. Ví dụ nếu người chơi chiếm được một thành phố theo một tôn giáo khác thì có thể bị dân chúng căm ghét nếu tôn giáo khác biệt, đặc biệt nếu tôn giáo của viên thống đốc khác với tôn giáo của dân trong thành.
Các trận đánh thời gian thực trong Barbarian Invasion được làm tốt hơn trong bản gốc. Có một số đội hình và kỹ năng mới mà người chơi có thể tuỳ ý sử dụng, như kỹ năng bơi qua sông của bộ binh nhẹ. Điểm mới độc đáo nhất của các trận đánh là có thể đánh vào ban đêm với những đoàn quân đốt đuốc soi đường hành quân, gây ấn tượng cả về mặt đồ hoạ lẫn chiến thuật. Người chơi cũng có thể lợi dụng ưu thế chiến thuật tập kích ban đêm để đối phó với những tướng mạnh, ví dụ một tướng địch không có kỹ năng đánh đêm sẽ không thể lãnh đạo tốt binh lính khi bị tập kích vào ban đêm như ban ngày.

## Phe phái
Những phe chơi được gồm:
- Đế quốc Tây La Mã
- Đế quốc Đông La Mã
- Người Hun
- Người Goth
- Người Vandal
- Người Sarmatia
- Người Saxon
- Người Frank
- Người Alemanni
- Nhà Sassanid

Những phe không chơi được gồm:
- Người Anh thuộc La Mã
- Loạn quân Đông La Mã
- Loạn quân Tây La Mã
- Người Ostrogoth
- Người Roxolani
- Người Slav
- Người Celt
- Người Burgundia
- Người Lombard
- Người Berber

(Lưu ý: tất cả các loạn quân này là không thể chơi được nhưng một số có thể nổi loạn và quay trở lại với phe ban đầu, trừ khi họ không có nó)

## Trận chiến lịch sử
- Trận đồi Badon
- Trận Chalons